# Burē
Burē är en ort i Etiopien.   Den ligger i regionen Amhara, i den centrala delen av landet, 260 km nordväst om huvudstaden Addis Abeba. Burē ligger 2 058 meter över havet och antalet invånare är 22 038.
Terrängen runt Burē är kuperad åt nordost, men åt sydväst är den platt. Terrängen runt Burē sluttar söderut. Runt Burē är det ganska tätbefolkat, med 214 invånare per kvadratkilometer. Det finns inga andra samhällen i närheten. Omgivningarna runt Burē är huvudsakligen savann.